# Сентачанское
Месторождение Сентачан — месторождение сурьмы и золота в Верхоянском районе Якутии.

## История
Разработка месторождения началась в 1978 году. Месторождение разведано до 650 метров глубины. На данный момент остались непереработанными 4.5 тыс. тонн штуфного концентрата.

## Геология
На территории месторождения найдены минералы антимонита и золото. Площадь месторождения достигает 2 км. кв.